# Osvaldo Pugliese
Osvaldo Pedro Pugliese (2 december 1905 - 25 juli 1995) was een Argentijnse tangomuzikant, componist en orkestleider. Zijn met afstand bekendste werk is het felle, meeslepende Recuerdo.
In Argentinië is hij behalve zijn composities ook beroemd om zijn politieke non-conformisme ten tijde van de militaire junta.

## Tango in de concertzalen
Pugliese ontwikkelde melancholische arrangementen, die de ritmes van de salontango behielden. Hij schreef zijn tango steeds meer in concertstijl en langzamerhand werd zijn composities dan ook steeds meer in concertzalen uitgevoerd, zoals in het beroemde Teatro Colón in Buenos Aires. Sommige werken werden vervolgens vaak gebruikt voor theatrale dans. Osvaldo Pugliese kan worden gezien als een wegbereider voor de vernieuwingsdrift van de jongere Ástor Piazzolla. Door zijn tango in de concertzalen te brengen, werd de kloof tussen het conservatieve gehoor van de Argentijnen en Piazzolla's nuevo tango beduidend kleiner.

## Dansen op Pugliese
In Buenos Aires wordt werk van Pugliese vaak later in de avond ten gehore gebracht, wanneer de dansers langzamer en intiemer willen dansen. Pugliese's muziek is zeer geschikt voor de langzamere tangodans, al vereisen zijn ritmes veel ervaring en vaardigheid.

## Politiek en censuur
Daar Pugliese zijn kritiek op de militaire junta niet onder stoelen of banken stak, werden zijn optredens vaak gecensureerd. Zijn orkest speelde dan zonder hem, maar lieten tijdens het concert een rode anjer op het lege klavier van de vleugel liggen (Pugliese speelde als orkestleider altijd piano). Hiermee verwees men naar de rode anjer die Pugliese vaak in zijn knoopsgat droeg. Zijn populariteit nam toe en de junta heeft hem in tegenstelling tot zovele gewone Argentijnen, nooit echt durven aanpakken. In één geval schijnt het volk zelfs gedemonstreerd hebben, nadat Pugliese weer eens kort was opgepakt, met leuzen als "Laat de tango vrij!"
- Bibsys: 7030982
- Biblioteca Nacional de España: XX1274156
- Bibliothèque nationale de France: cb121012728 (data)
- Gemeinsame Normdatei: 135435587
- International Standard Name Identifier: 0000 0000 5933 6212
- Library of Congress Control Number: n91059828
- MusicBrainz: 813a79f0-1878-466a-831b-cec332ba510c
- Nederlandse Thesaurus van Auteursnamen: 386103453
- SNAC: w6vd7vd3
- Système universitaire de documentation: 138494576
- Virtual International Authority File: 2500605
- WorldCat: E39PBJkhPH39qDgBfHV7fWhbVC